# Édouard Martin
Édouard Martin, född 1828 i Paris, död 12 juli 1866 i Paris, var en fransk teaterförfattare.
Martin gjorde sig känd som E.M. Labiches och Albert Monniers medarbetare i omtyckta komedier och vådeviller.